# Desertec

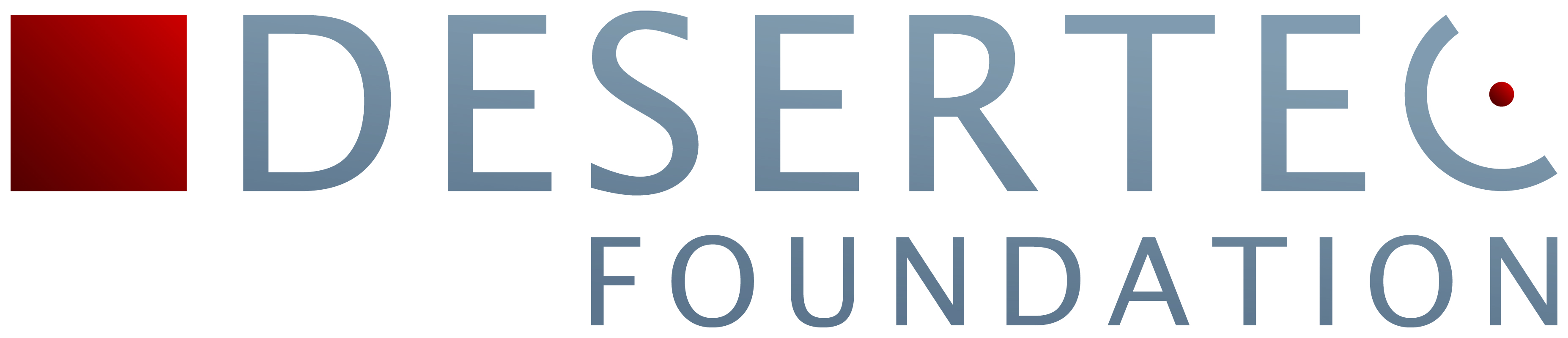
Logo de la Fundació DESERTEC

Desertec és un projecte per produir energia solar tèrmica i eòlica aprofitant els terrenys dels deserts del Sàhara i d'Orient Pròxim, Està promogut per la Fundació Desertec i el consorci que ella mateixa forma amb les companyies europeees DII GmbH/ Desertec Industrial Initiative.
El projecte es va iniciar sota els auspicis del Club de Roma i la TREC (Cooperació d'Energia renovable transmediterrània) alemanya.
Es tracta de crear una xarxa interconectada alimentada per centrals solars instal·lades des del Marroc a l'Aràbia Saudita a través de Gibraltar i els cables submarins que van cap a Europa.

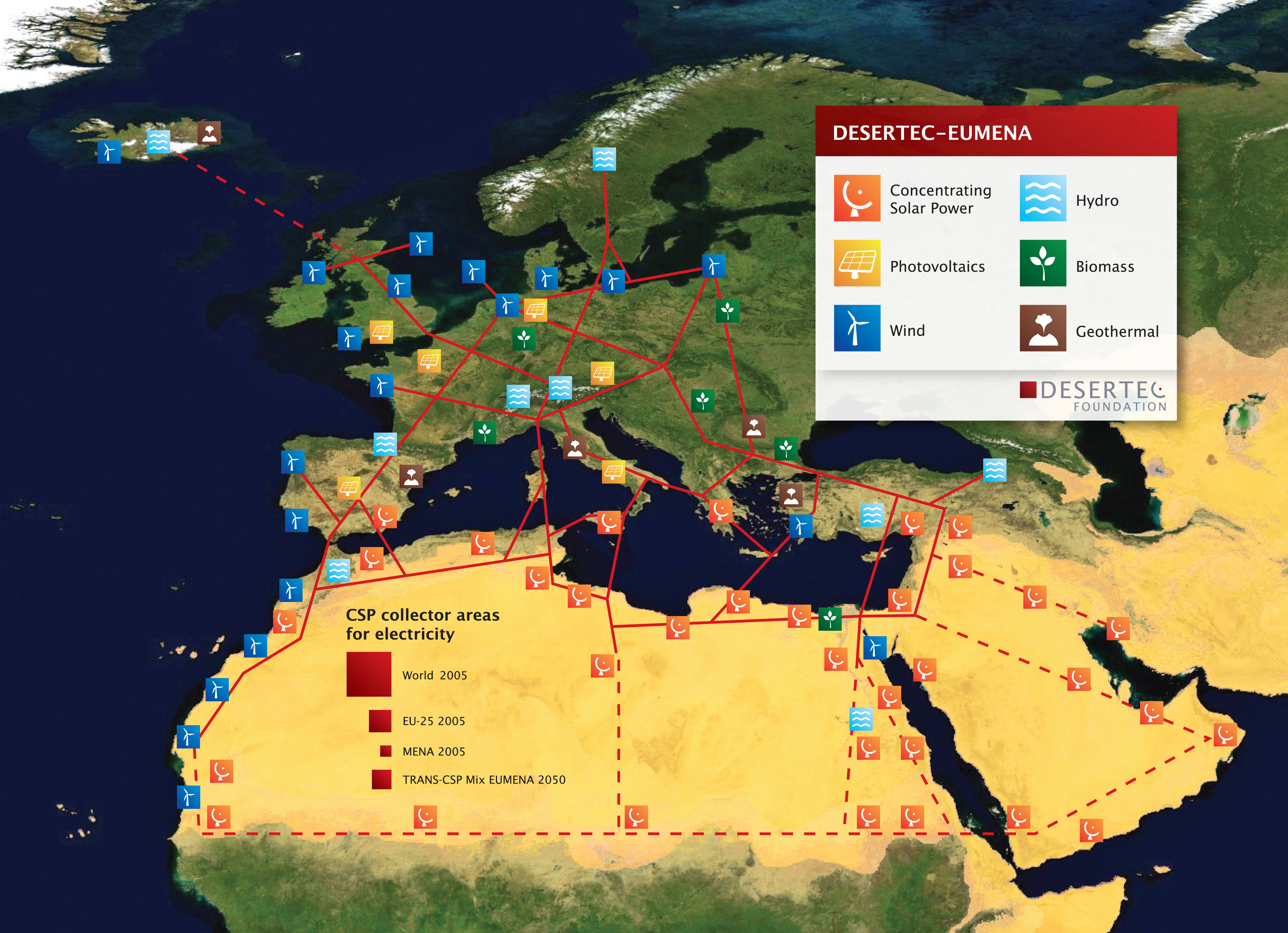
Mapa de l'estructura de la xarxa del projecte Desertec. (Source: DESERTEC Foundation, www.desertec.org)

El projecte Desertec es fonamenta en el fet que cada km² de desert recull anualment una energia solar equivalent a 1,5 milions de barrils de petroli i que el conjunt dels deserts mundials podrien proporcionar, amb escreix, tota l'energia que el món utilitza; N'hi hauria prou amb cobrir el 0,3% de la superfície dels deserts mundials amb centrals tèrmiques. Això seria suficient per abastir les necessitats d'energia en el món al nivell del 2009 (que són al voltant de 18.000 TeraWatts h/any.

## Etapes del projecte
El protocol del projecte es va acordar el 13 de juliol del 2009.
- L'avantprojecte ha d'estar redactat abans de final del 2012.
- La primera etapa pilot probablement es faria al Marroc o Egipte amb un GigaWatt.[6] La central tèrmica podria també dessalinitzar i potabilitzar l'aigua i proporcionar-la a la Franja de Gaza.[3]
- El març del 2010 es van afegir més empreses al projecte; els grups Enel Green Power (Itàlia), Saint-Gobain Solar (França), Red Electrica (Espanya) i Nareva Holding (Marroc).

## Tecnologia
Es tracta de la tecnologia de les "Centrals solars termodinàmiques" que fan servir miralls parabòlics que produeixen vapor d'aigua a alta temperatura i a alta pressió i accionen una turbina i un alternador per a fer així electricitat.

Per a transportar l'electricitat s'espera disposar de nous tipus de línies d'alta tensió en corrent continu que permeten el transport a grans distàncies sense gaire pèrdua i més avantatjoses que les actuals de corrent altern.

## Necessitats financeres
Caldrien uns 400.000 milions d'euros.

## Crítiques
Necessitat de grans quantitats d'aigua. Risc d'inestabilitat política a la zona, possibles atacs terroristes. Europa dependrà de l'energia del nord d'Àfrica i del Pròxim Orient i per la part contrària, es podria pensar en un ecocolonialisme europeu sobre la zona productora. Climàticament d'una banda canviaria l'albedo dels deserts i de l'altra es reduiria l'emissió de CO2 provinent de combustibles fòssils.